# Divinatio
La divinatio (in greco μαντική), pratica culturale di natura religiosa, è l'atto o la capacità di prevedere il futuro o di interpretare la volontà degli dei per mezzo di facoltà personali e tecniche acquisite: una modalità utile a percepire quei fenomeni che sfuggono al mero ragionamento.

## Modalità
Secondo una classificazione risalente agli stoici, la rivelazione può essere tradotta sia all'esterno, mediante la lettura di segni simbolici percettibili (divinatio artificiosa), sia rivelata direttamente all'anima per l'ispirazione o impressionabilità psichica d'origine soprannaturale (divinatio naturalis). La divinatio artificiosa si serve di fatti o oggetti di varia natura: l'andamento dei fenomeni astrologici e atmosferici, il comportamento istintivo di singole specie animali o dell'uomo stesso, la forma delle viscere animali (aruspicina), la lettura dei sogni (oniromanzia), la lettura di numeri e lettere (aritmomanzia). Tra le pratiche, vi era anche la cosiddetta divinatio per sortes, ottenuta per mezzo di segni deliberatamente provocati, quali l'uso di dadi, di astragali o altri oggetti, a ogni gittata o estrazione dei quali corrispondeva un responso determinato (cleromanzia).
Soprattutto il popolo romano riconobbe la particolare importanza dei prodigia, cioè di quelle manifestazioni eccezionali che rompono l'andamento naturale degli eventi, imponendosi quali segni ammonitori o annunciatori di qualcosa.

## Pensiero filosofico
Alla luce delle molteplici modalità divinatorie presenti in età classica, è evidente che, in esse, non esista alcun rapporto certo tra l'effetto e la sua causa, come invece accade nelle previsioni di natura scientifica. Infatti, la convinzione di fondo per accettare la divinatio è ammettere che esseri soprannaturali possano comunicare con gli uomini e che, potendolo, lo vogliano: in base a questo rapporto comunicativo tra il divino e l'umano, possiamo individuare due tra le fondamentali risorse a cui la divinatio attinge, ovvero la preghiera personale, come segno di impotenza dell'uomo a percepire i segni, e la magia, invece, come sua manifestazione del sentimento di onnipotenza. La divinatio così intesa è, dal punto di vista religioso, una base per la costruzione della teologia politeista della civiltà classica ed è così indispensabile all'azione regolare della Provvidenza divina, che la realtà di questa comunicazione soprannaturale non sembra aver bisogno di alcuna dimostrazione.
Se gli stoici Zenone e Cleante si mostrarono a favore della divinazione discutendone in alcune delle loro opere e gettando le fondamenta per un'elaborazione che non aveva ancora trovato precedenti teorici, fu solo con Crisippo che iniziarono ad essere composte delle opere sul tema come il Περί μαντικῆς, il Περί χρησμῶν (sugli oracoli) e il Περί ἐνυπνιῶν (sui sogni), nelle quali si posero le basi per la prova dell'esistenza delle divinità tramite l'esperienza divinatoria.
Contrariamente, la divinatio fu oggetto di discussione e contestazione per alcuni metafisici come Senofane (VI secolo a.C.), il quale trovava incompatibile la Provvidenza con l'immutabilità dell'Assoluto. Senofane aveva criticato Omero ed Esiodo, che attribuivano alle divinità azioni vergognose e biasimevoli, rifiutando perciò l'antropomorfismo. La sua critica alla divinazione è stata letta, senza dubbio, come un passo verso la purificazione della religione tradizionale con l'introduzione, inoltre, nella riflessione teologica della nozione di dignità divina che assunse un ruolo centrale per la critica ciceroniana sulla divinazione.
Anche Epicuro, che mostrava l'indifferenza degli dei alle faccende umane e faceva di questa stessa indifferenza un motivo di beatitudine per l'uomo, condannò fortemente le pratiche divinatorie preferendo ad esse le armi del riso e della presa in giro; e così ancora un gruppo minore di scettici, che attaccava in modo indistinto tutti i tipi di credenze, e di moralisti, che vedevano nella divinatio un elemento di turbamento e di minaccia per l'equilibrio della ragione.

## La pratica nella Roma antica
Se conosciamo, grazie ad alcune iscrizioni e documenti iconografici, che esistette nelle poleis della Grecia classica anche una divinazione di tipo induttivo, essa non eguagliò mai l'importanza e il prestigio attribuiti invece alla parola del veggente, al messaggio oracolare inteso come aletheia, “verità”, specialmente quando esso veniva dal santuario di Apollo a Delfi, la sede mantica per eccellenza.
Anche il mondo romano conosceva indovini e libri ispirati dagli dei, ma il collegio degli Auguri, attorno ai quali ruotava ogni forma di divinazione consentita, agiva piuttosto secondo una tecnica rigorosa, indipendente da ogni carisma personale, finalizzata all'interesse dello Stato e fondata sull'osservazione di segni naturali (auspicia). L'augure istituzionale, in altri termini, non si preoccupava di “pre-vedere” cose future: egli consultava Giove, di cui era l'“interprete ufficiale”, per indicare in base agli auspici l'approvazione o la disapprovazione divina sulla decisione che lo Stato voleva intraprendere.
Gli Augures publici Populi Romani Quiritum, dapprima tre, poi sei, nove con la lex Ogulnia (300 a.C.), quindici con Silla formano sì un collegio, ma non hanno magister: le riunioni erano infatti presiedute dall'augure più anziano ed ognuno aveva potere nella sua tecnica. Per quanto concerne loro, la componente politica e quella religiosa erano così strettamente connesse, che si può, a ben diritto, dire che la seconda ne risulta oscurata. Essi ebbero notevole rilievo politico finché il popolo lesse nell’augurium la volontà degli dei: di fatto il vero compito degli Auguri era quello di controllo sui comizi e per questo dai comizi il loro potere fu eliminato. Ruolo importante a tal proposito è quello occupato dal tribuno della plebe Clodio (93 o 92 a.C. – Roma, 18 gennaio 52 a.C.), il cui obiettivo principale era accrescere il potere dell'assemblea popolare e, in generale, la partecipazione. Clodio provvide perciò a limitare la possibilità di ostruire le procedure legislative con gli auspicia e le formule di obnuntiatio, ovvero la dichiarazione di auspici sfavorevoli che bloccava le procedure in corso: si abrogavano così le disposizioni di metà II secolo (leggi Aelia e Fufia 153 a.C.); nello stesso tempo si aumentavano i giorni previsti nel rigido calendario come “comiziali” allargandoli a tutti i giorni fasti. Né Cesare, né Augusto avranno alcun interesse a restituire tale potere, perché ormai non vi erano più comizi da controllare. A fine Repubblica le funzioni degli Auguri progressivamente scomparirono o si laicizzarono. Solo il pontificato sopravvisse nella figura di un unico sacerdote influente, ma non a caso la sua carica venne costantemente rivestita dallo stesso princeps.
L'istituzione del collegio degli Auguri era attribuita al re Numa, sebbene la pratica della divinazione romana trovi, seppur con le dovute differenze, largo fondamento e varie motivazioni ideologiche nella etrusca disciplina, espressione che indicava in latino il complesso di norme e di tecniche divinatorie derivate dalla tradizione degli Etruschi, che godevano larga fama nell'arte del vaticinio e specialmente in quella dell'aruspicina. Il bronzo etrusco ritrovato nel 1877 a Piacenza raffigurante un fegato di ovino suddiviso in zone, corrispondenti a una particolare divisione dello spazio e del tempo e recanti il nome delle divinità preposte, così come le immagini di aruspici divini (Tagete, Calcante) incise su molti specchi e varie informazioni letterarie contenute nelle opere di autori come Cicerone e Tito Livio, indicano con chiarezza la grande competenza degli Etruschi in quest'arte, il ricorso a modelli tradizionali e di grande antichità, l'esistenza di una casistica prestabilita e complessa.
La tradizione romana conosce anche altri scritti, estranei alla etrusca disciplina e di contenuto prettamente oracolare: i carmina Marciana, ad esempio, attribuiti a un leggendario profeta di Marte, e specialmente i Libri Sibillini, cioè una raccolta di oracoli che si faceva risalire a una Sibilla.
Questa particolare figura di personaggio ispirato si distingue nell'antichità classica come una profetessa isolata, che parla in nome del dio che la possiede ma non ha legami con un oracolo istituzionale. I Libri Sibillini erano attribuiti alla più famosa delle Sibille (se ne conoscono in Libia, Frigia, Lidia, Eritrea, Caldea e perfino a Delfi), cioè a quella di Cuma, resa celebre da Virgilio nell'Eneide. Secondo la tradizione, dunque, la Sibilla Cumana avrebbe proposto a uno dei primi re di Roma, che secondo Varrone (Inst., I,6) sarebbe stato Tarquino Prisco, secondo Plinio (Naturalis Historia, XIII,88) Tarquinio il Superbo, di acquistare i suoi libri. Il re finì per comprarne tre su nove, che fece custodire nel tempio di Giove Capitolino. I Libri venivano consultati, su ordine del Senato, dai viri sacris faciundis, in caso di prodigi o eventi critici, come un'epidemia o una disfatta militare. La raccolta originaria andò quasi distrutta nell'83 a.C., in un incendio; al tempo di Augusto quanto ne rimaneva, ripristinato o rifatto dopo ampie consultazioni, venne trasferito nel tempio di Apollo sul Palatino. I Libri furono bruciati poi da Stilicone nel 408 d.C. Nonostante per tanti secoli questi e altri metodi di divinazione condizionarono la vita di singoli e di intere comunità, nel IV secolo d.C. l'imperatore Costanzo II promulgò una serie di leggi, poi confluite nel Codice Teodosiano, con le quali categoricamente proibiva la consultazione di aruspici, astrologhi e indovini e istituiva per chiunque ne ricorresse all'uso la “pena capitale”: abbattuto dalla spada vendicatrice chiunque rifiuterà obbedienza alle proscrizioni. In quell'epoca di pieno antipaganesimo aveva ormai reso gli strumenti e i concetti della divinazione inconciliabili con quelli di una fede che considerava già conclusa la rivelazione personale del Dio unico e affidava alla provvidenza divina ogni preoccupazione per il futuro.

### Rapporto tra divinatio e politica
Il rapporto fra religiosità e diritto, dunque politica, presso i romani era stretto e fortemente dipendente, in quanto la religione è stata considerata sin dalle origini una delle tante forme di disciplina della società. 
Ulpiano nelle sue Institutiones (Digesta 1,1,1,2) spiega che il diritto pubblico era composto dai sacra, dai sacerdoti e dai magistrati che svolgevano le loro funzioni attraverso una salda collaborazione. C'è anzi da specificare che la posizione che un collegio come quello degli Auguri ricopriva era di certo superiore a quella di qualunque magistrato dato che quest'ultimo ogni qualvolta si rifaceva alla “scienza” augurale, doveva sottomettervisi. Di qui l'enorme potenza politica dei membri di questo collegio, i quali avevano la possibilità di far differire un'assemblea così come una battaglia, di sciogliere i comizi, sospendere le deliberazioni o perfino domandare le dimissioni di magistrati col solo dichiararsi sfavorevoli i segni divini.
Come afferma lo storico Mario Pani, l'uomo romano viveva in uno spazio civico sacramentato mediante gli auspici e circoscritto da una linea sacra, il pomerium, entro la quale era vietato entrare armati; sacri erano i luoghi dove si svolgeva l'attività pubblica: Senato, comizi, rostra, sono tutti templa, spazio appunto consacrato, in quanto auspicato e come tale reso idoneo alle funzioni civiche dal manifestato consenso divino.
Non solo: l'uomo romano si muoveva anche in un tempo in qualche modo sacramentato secondo un calendario, frutto dell'elaborazione dei pontefici, che dettava le cadenze della vita civica, pubblica e privata. Esso indicava i giorni dell'anno fasti, nei quali si era autorizzati a svolgere giurisdizione, e quelli nefasti, in cui questa era sospesa; quelli comitiales, nei quali si potevano riunire le assemblee; quindi quelli dedicati alle varie festività religiose.
La sapienza dei pontefici, custodi dei mores, e degli auguri, con i loro contatti divini, dettavano dunque le norme e le pratiche istituzionali; ai testi da loro ispirati ricorrevano antiquari e giurisperiti e quindi gli uomini politici per illuminarsi sui comportamenti da assumere e le modalità della loro azione. 
Questa forte connessione tra religione e diritto è sottolineata anche dal duplice significato del sostantivo “iure” traducibile sia con «secondo il diritto» che «secondo il rito». Persino un ambito come quello della guerra era sotto il diretto controllo della religione: era considerata “guerra giusta” quella dichiarata secondo il rito dei sacerdoti Feziali, i quali assicuravano il consenso degli dei. La formulazione dei rapporti degli uomini con la divinità introduce alla concezione di pax deorum, un'idea non solo di natura religiosa, ma anche giuridico-contrattuale. Occorreva soddisfare, tenere tranquilli gli dei attraverso determinate ritualità, occasionali ovvero abituali, richieste agli uomini proprio per tramite degli auguri. Il mancato rispetto del rito comporta un'empietà da lavare con un'espiazione, un piaculum che significa salvezza della comunità.
Non meno interessante la considerazione che anche una legge presentata senza rispetto per gli auspici era da ritenersi non iure e quindi da annullare.
Emblematico a tal proposito è quanto avvenne nel 122 a.C. Caio Gracco, nonostante la maledizione compiuta su suolo cartaginese nel 146 da Scipione l'Emiliano, fondò, proprio in quei territori, la colonia di Iunionia, destinata a circa 6000 coloni. In seguito un evento, ossia la dispersione delle pietre miliari da parte di alcuni lupi, che gli aruspici interpretarono come presagio nefasto, permise al Senato il tentativo di bloccare la deduzione con l'abrogazione della lex Rubria (123 a.C.), la quale legittimava la creazione di colonie sul suolo cartaginese. Ciò originò il grande malcontento non solo di Caio Gracco e Marco Fulvio, i quali accusarono il Senato di aver mentito riguardo alla storia dei lupi, ma anche della plebe che manifestò il proprio dissenso sul monte Capitolino.
L'interpretazione degli aruspici servì come giustificazione alla proposta di legge senatoriale che annullava la fondazione di colonie e si può ragionevolmente pensare che il contenuto delle parole degli aruspici fosse frutto proprio di una manovra senatoriale. Infatti i senatori non riuscendo a far fronte alle iniziative gracchiane sul piano politico, ricorsero questa volta a quello religioso, attraverso l'intermediazione degli aruspici, che orientarono allora le loro interpretazioni verso il senso che più preferirono.

### La posizione di Cicerone
Sebbene, dunque, come abbiamo visto, il ruolo che la divinatio occupa a Roma sia un ruolo di assoluta importanza, tanto che la custodia dei Libri Sibillini fu ad esclusivo appannaggio della classe patrizia fino alle leggi Licinie-Sestie del 367 a.C., tuttavia non manca nel panorama romano una voce autorevole come quella di Cicerone che si scaglia fortemente contro le pratiche divinatorie. Egli più volte sottolinea l'inaffidabilità e la fallacità della divinatio, affermando nel trattato Sulla Divinazione (44 a.C.):
«Si cacci via dunque anche la divinazione basata sui sogni al pari delle altre. Ché per parlare veracemente la superstizione diffusa tra gli uomini ha oppresso gli animi di quasi tutti e ha tratto profitto dalla debolezza umana».
Da mente acuta qual è, Cicerone comprende che in qualità di strumento politico la divinatio non può essere rifiutata in toto, poiché garante del controllo dello Stato e dell'equilibrio delle istituzioni. Afferma a proposito, sempre in Sulla Divinazione:
«Né d'altra parte (questo voglio che sia compreso e ben ponderato) con l'eliminare la superstizione si elimina la religione. Innanzi tutto è doveroso per chiunque sia saggio difendere le istituzioni dei nostri antenati mantenendo in vigore i riti e le cerimonie».
Alla luce di quanto detto, potrebbe sembrare contraddittorio leggere dalla mano dello stesso Cicerone, ma questa volta nella raccolta delle Epistulae ad familiares (epistula dell'8 agosto 45 a.C. ad Aulo Cecina) , quello che è scritto riguardo ad una propria personale e originale capacità divinatoria. La divinatio, cui Cicerone si riferisce, non è più una capacità di natura religiosa, quanto potremmo definirla una laica capacità profetica propria dell'uomo politico che egli ugualmente definisce divinatio, ovvero la capacità di leggere i fatti e scegliere la giusta direzione da prendere per la salus rei publicae:
«La mia capacità di prevedere il futuro io l'ho conseguita non solo grazie alle esortazioni e agli insegnamenti dei maestri più sapienti e ad un intenso studio teorico, ma come tu ben sai, anche grazie alla mia grande esperienza nel trattare le questioni politiche e alle alterne vicende dei giorni nostri. Se ora confido tanto in questa mia capacità profetica, è perché non mi ha mai ingannato nemmeno una volta in queste circostanze così confuse e caotiche. […] Il mio essere augure non si basa sul volo di un volatile né sul canto di buon augurio di un uccello, come accade nella nostra disciplina, e nemmeno sui pezzetti di cibo che cadono a terra interi o con rumore dal becco dei polli sacri; ho altri segni da osservare, che, sebbene non siano più sicuri di quelli, hanno meno margine di confusione ed errore».

### Strumenti
- Oxford Latin Dictionary, Clarendon, Oxford 1968-1982;
- Dictionnaire de l'Antiquité, Presses Universitaire de France, Paris 2005.

### Testi
- Cicerone, Della divinazione, Garzanti Libri, Milano 2006;
- Cicerone, Lettere ai familiari, BUR, Milano 2007.

### Studi
- Jean Bayet, La religione romana, Paris 1971;
- Mary Beard, John North e Simon Price, Religions of Rome: A History, Cambridge University Press, 1998.
- Raymond Bloch, La divinazione nell'antichità, Napoli 1995;
- Margherita M. D. Bottino, La divinazione nell'antichità classica, Agorà VII, ottobre-Dicembre 2001;
- Auguste Bouché-Leclerq, Histoire de la divination dans l'antiquité, 1, Paris, 1978;
- Giovanni Alberto Cecconi, La città e l'impero: una storia del mondo romano dalle origini a Teodosio il Grande, Roma, 2009;
- Luca Fezzi, Il tribuno Clodio, Roma- Bari 2008;
- Fritz Graf, Rolling the Dice for an answer,in Sarah Iles Johnson e Peter T. Struck (a cura di), Mantikê, 130-146, Leiden 2005, pp. 52–97;
- Francois Guillamont, Le De divinatione de Cicéron et les théories antiques de la divination, Bruxelles 2006;
- Francois Guillamont, Philosophe et augure. Recherches sur la théorie cicéronienne de la divination, Bruxelles 1984.
- Marie-Laurence Haack, Les haruspices dans le monde romain, Bordeaux 2003;
- Gian Carlo Marini, Sacerdozio e potere politico: aspetti del rapporto tra religione e diritto nella esperienza romana repubblicana, Roma 1982;
- Riccardo Orestano, I fatti di normazione nell'esperienza romana arcaica, Torino, 1967;
- Mario Pani, La repubblica romana, Bologna 2010;
- Mario Pani - Elisabetta Todisco, Società e istituzioni di Roma antica, Roma 2005;
- Mario Pani - Elisabetta Todisco, Storia romana dalle origini alla tardo antichità, Roma 2008;
- Sergio Ribichini, Arti, segni, sogni, profezie: la divinazione nel mondo antico, Archeo 162, agosto 1998;
- Giovanni Rotondi, Leges publicae populi Romani: elenco cronologico con una introduzione sull'attività legislativa dei comizi romani, Hildesheim- Olms, 1962;
- John Scheid, La religione a Roma, Roma-Bari 1983;
- Vittorio Spinazzola, Gli Augures, Forlì, 2011;
- Aloi Walde-B.J.Hoffmann, Lateinisches etymologisches Wörterbuch, Heidelberg, 1982.